# Valon Ethemi
Valon Ethemi (ur. 3 października 1997 w Palaticy) – albański piłkarz, grający na pozycji pomocnika w İstanbulspor.

## Kariera piłkarska

### Kariera klubowa
Wychowanek klubów FK Renowa i Dinamo Tirana. Karierę seniorów rozpoczął w 2016 w barwach KF Adriatiku Mamurrasi. 28 sierpnia 2017 podpisał kontrakt z FK Kukësi.
| Sezon   | Klub                   | Kraj    | Rozgrywki           | Mecze | Bramki | Rozgrywki Europy                     | Mecze | Bramki |
| ------- | ---------------------- | ------- | ------------------- | ----- | ------ | ------------------------------------ | ----- | ------ |
| 2016/17 | KF Adriatiku Mamurrasi | Albania | Kategoria e Parë    | 22    | 4      | –                                    | –     | –      |
| 2017/18 | FK Kukësi              | Albania | Kategoria Superiore | 33    | 2      | –                                    | –     | –      |
| 2018/19 | FK Kukësi              | Albania | Kategoria Superiore | 31    | 2      | Liga Mistrzów UEFA, Liga Europy UEFA | 3 1   | 0      |
| 2019/20 | FK Kukësi              | Albania | Kategoria Superiore | 24    | 5      | Liga Europy UEFA                     | 2     | 1      |

### Kariera reprezentacyjna
28 maja 2018 Ethemi zadebiutował w reprezentacji Albanii U-21 przeciwko Bośni i Hercegowinie.